# Ambasiopsis brevipes
Ambasiopsis brevipes är en kräftdjursart. Ambasiopsis brevipes ingår i släktet Ambasiopsis och familjen Lysianassidae. Inga underarter finns listade i Catalogue of Life.